# Perspiratio insensibilis
La perspiratio insensibilis, traducibile in italiano come «traspirazione insensibile», è un processo fisiologico che consiste nella perdita continua ed impercettibile di piccole quote d'acqua dalla pelle, dalle mucose e dalle vie respiratorie.
Il fenomeno, del tutto fisiologico e continuo, è un meccanismo che consente al corpo di disperdere calore in maniera continua, contribuendo al processo di termoregolazione e, nel caso della perdita di acqua transepidermica consente di mantenere un adeguato grado di idratazione cutanea. Nell'uomo la quantità di acqua persa con questa via varia in funzione della massa e superficie corporea oltre che della temperatura esterna.
La perspiratio insensibilis aumenta con l'incremento della temperatura ambientale e per un corpo con una superficie di 1.75 m² circa (peso 70 kg-altezza m.1,70) si sono misurati valori giornalieri di perspiratio insensibilis di 381 mL/22 °C - 526ml/27 °C - 695ml/30 °C.
La traspirazione o perspiratio sensibilis si assume che intervenga a riposo sopra i 34 °C..
Le calorie necessarie per far passare l'acqua dallo stato liquido a quello gassoso sono 0,58 per ogni grammo, ma questo non comporta che il corpo consumi queste calorie con la perspiratio insensibilis o sensibilis e lo scambio termico con l'esterno è comunque dipendente da temperatura e pressione di vapore esterne.
La perspiratio insensibilis può comunque essere molto variabile dipendendo anche dal grado di attività fisica dell'organismo (l'aumento e la profondità della respirazione portano ad un aumento delle quote di acqua perdute).